# Malambo (Colombia)
Malambo è un comune della Colombia facente parte del dipartimento dell'Atlantico.
Il centro abitato risale ad un villaggio indigeno scoperto dai colonizzatori spagnoli nel 1529, mentre l'istituzione del comune è del 24 aprile 1912.